# Ostatni Grosz (Ciechanów)
Ostatni Grosz – część miasta Ciechanowa w Polsce, w województwie mazowieckiem, w powiecie ciechanowskim. Rozpościera się na północ od centrum miasta, w rejonie ulic Ostatni Grosz i Nowokolejowej.